# Michael Osei
Michael Osei (Kumasi, Ghana; 15 de septiembre de 1971 – Londres, Inglaterra; 15 de noviembre de 2024) fue un futbolista y entrenador de fútbol de Ghana que jugó en la posición de centrocampista. Era primo del también futbolista Tony Yeboah.

## Carrera

### Club
| Periodo   | Club                   |
| --------- | ---------------------- |
| 1988–1989 | Okwawu United          |
| 1989–1992 | Asante Kotoko SC       |
| 1992–1993 | SK Vorwärts Steyr      |
| 1993–1995 | Eintracht Frankfurt    |
| 1996      | Caracas FC             |
| 1996–1997 | 1. FSV Mainz 05        |
| 1997–1998 | Vanspor                |
| 1998–1999 | SC Weismain-Obermain   |
| 1999      | Viktoria Aschaffenburg |
| 2000–2003 | KV Mühlheim            |
| 2003–2005 | SV Erlenbach           |
| 2005–2006 | Alemannia Haibach      |

### Selección nacional
Osei jugó para Ghana mientras jugaba con el Asante Kotoko SC, por el entrenador Burkhard Ziese en la clasificación para la Copa Africana de Naciones de 1992.

### Entrenador
| Periodo   | Club                  |
| --------- | --------------------- |
| 2016–2017 | Asante Kotoko SC      |
| 2017–2018 | Liberty Professionals |
| 2018–2021 | Star Madrid           |
| 2021–2023 | Bibiani Gold Stars    |

## Logros

### Jugador
- Ghana Premier League: 1990–91, 1991–92[5]
- Ghana SWAG Cup: 1990, 1991, 1992
- Ghana President's Cup: 1990[12]

### Individual
- Entrenador del Mes en la Ghana Premier League: noviembre de 2022[13]